# 希伐擬花鮨
希伐擬花鮨，又稱希伐擬花鱸，為輻鰭魚綱鱸形目鱸亞目鮨科的其中一種，分布於忠洞太平洋的馬克薩斯群島海域，棲息深度10-34公尺，體長可達10公分，生活在岩礁區，為底棲性魚類，屬肉食性，生活習性不明。

## 擴展閱讀
維基物種上的相關：希伐擬花鮨